# Christian Münster
Christian Andreas Münster, född 13 augusti 1871 i Brevik vid Porsgrunn, död 2 december 1924 i Vestre Aker, var en norsk bergsingenjör. Han var kusins son till Thomas Georg Münster.
Münster var 1910–1917 direktör för Kongsbergs silververk och var därefter teknisk direktör i Norske Svovelkisgruber A/S. Han grundlade åtskilliga mera betydande bergverksföretag och författade bland annat en beskrivning av Kongsberg ertsdistrikt (i Kristiania Videnskabsselskabs handlingar, 1894).